# Hard Eight
Hard Eight er en amerikansk film fra 1996, skrevet og instrueret af Paul Thomas Anderson. Filmen har Philip Baker Hall, John C. Reilly, Gwyneth Paltrow, Samuel L. Jackson og Philip Seymour Hoffman på rollelisten.
Hard Eight er Paul Thomas Andersons debutfilm og den indeholder flere af de skuespillere han senere har anvendt i andre film.